# Акантозавр
Акантозавр (Acanthosaura) — рід ящірок з родини агамових. Має 18 видів. Інша назва «гірський рогатий дракон».

## Опис
Загальна довжина представників цього роду коливається від 24 до 30 см. Тулуб дещо стиснутий з боків, вкрито дрібною лускою. Це дуже красиві ящірки, на голові та спині яких розвинений високий гребінь. У деяких видів гребені повністю складаються з потужних шипів, які на голові помітно вище, ніж на спині. У більшості видів добре розвинена горлова торба. Позаду очей розташовуються 1—2 довгих шипиків. Забарвлення зеленувато-коричневе, його яскравість та інтенсивність змінюється в залежності від стану тварин.

## Спосіб життя
Полюбляють дощові ліси, щільну рослинність у горах. Ховаються серед каміння, в ущелинах та тріщинах скель. Живляться комахами.
Це яйцекладні ящірки. Статева зрілість настає у 1,5 роки. Самки відкладають до 9—19 яєць. За сезон буває 4 кладки. Між кладками зазвичай проходить 1—2 місяці.

## Розповсюдження
Мешкають у Камбоджі, Лаосі, В'єтнамі, південному Китаї, М'янмі, Таїланді, Малайзії та Індонезії.

## Види
- Acanthosaura armata (Gray, 1827)
- Acanthosaura aurantiacrista Trivalairat, Kunya, Chanhome, Sumontha, Vasaruchapong, Chomngam & Chiangkul, 2020
- Acanthosaura bintangensis Wood, J. Grismer, L. Grismer[fr], Ahmad, Onn & Bauer, 2009
- Acanthosaura brachypoda Ananjeva, Orlov[fr], Nguyen T.T. & Ryabov, 2011
- Acanthosaura capra (Günther, 1861)
- Acanthosaura cardamomensis Wood, J. Grismer, L. Grismer, Neang, Chav & Holden, 2010[1]
- Acanthosaura coronata Günther, 1861
- Acanthosaura crucigera (Boulenger, 1885)
- Acanthosaura lepidogaster (Cuvier, 1829)
- Acanthosaura liui Liu, Hou, Mo & Rao, 2020
- Acanthosaura meridiona Trivalairat, Sumontha, Kunya & Chiangkul, 2021
- Acanthosaura murphyi L.T. Nguyen, Do, Hoang, T.T. Nguyen, McCormack, T.Q. Nguyen, Orlov, V.D.H. Nguyen & S.N. Nguyen, 2018[2]
- Acanthosaura nataliae Orlov, Q.T. Nguyen & V.S. Nguyen, 2006
- Acanthosaura phongdienensis S.N. Nguyen, Jin, Vo, L.T. Nguyen, Zhou, Che, Murphy, & Zhang, 2019
- Acanthosaura phuketensis Pauwels, Sumontha, Kunya, Nitikul, Samphanthamit, Wood & L. Grismer, 2015
- Acanthosaura prasina Ananjeva, Ermakov, Nguyen, Nguyen, Murphy, Lukonina, Orlov, 2020
- Acanthosaura titiwangsaensis Wood, J. Grismer, L. Grismer, Ahmad, Onn & Bauer, 2009
- Acanthosaura tongbiguanensis Liu & Rao, 2019